# Fresenburg
Fresenburg település Németországban, azon belül Alsó-Szászország tartományban. Lakosainak száma 985 fő (2023. december 31.). Fresenburg Kluse, Renkenberge, Lathen, Niederlangen és Sustrum községekkel határos.

## Népesség
A település népességének változása:
| Lakosok száma | 941  | 926  | 910  | 941  | 939  | 985  |
|               | 2016 | 2017 | 2019 | 2021 | 2022 | 2023 |